# Вязовское сельское поселение (Краснояружский район)
Вя́зовское се́льское поселе́ние — муниципальное образование в Краснояружском районе Белгородской области.
Административный центр — село Вязовое.

## История
Вязовское сельское поселение образовано 20 декабря 2004 года в соответствии с Законом Белгородской области № 159.

## Население
| 2010 | 2011 | 2012 | 2013 | 2014 | 2015 | 2016 | 2017 | 2018 |
| ---- | ---- | ---- | ---- | ---- | ---- | ---- | ---- | ---- |
| 936  | ↘932 | ↘915 | ↘911 | ↘902 | ↘893 | ↗904 | ↘889 | ↘867 |
| 2019 | 2020 | 2021 |      |      |      |      |      |      |
| ↘839 | ↘821 | ↘793 |      |      |      |      |      |      |

## Состав сельского поселения
| № | Населённый пункт | Тип населённого пункта       | Население |
| - | ---------------- | ---------------------------- | --------- |
| 1 | Высокий          | хутор                        | ↘2        |
| 2 | Вязовое          | село, административный центр | ↘934      |
| 3 | Подвысокий       | хутор                        | →0        |